# Taipei chinois aux Jeux mondiaux de 2017
Cet article contient des informations sur la participation et les résultats du Taipei chinois aux Jeux mondiaux de 2017 à Wrocław en Pologne.

## Médailles

### Or
| Sport             | Discipline    | Sportifs |
| Médaille d'or : 1 |               | |
| Tir à la corde    | Femmes 540 kg | Taipei chinois- Tzu-jung Chen - Huai-yun Cheng - Ting-yi Huang - Chia-yi Kao - Chiaoiyi Kao - Ju-chun Li - Ting-hsuan Li - Yun-chi Li - Chia-jung Tien |

### Argent
| Sport                 | Discipline                              | Sportifs |
| Médaille d'argent : 4 |                                         | |
| Karaté                | Femmes - Kumite -55 kg                  | Wen Tzu-yun |
| Korfbal               | Tournoi                                 | Taipei chinois - Ya-Wen Lin (nl) - Shu Chi Chang - Chou Ying Li - Shu Ping Chu - Cin Chen - Szu Yu Lin - Ying Yen Chuan - Chun-Hsien Wu - Nien Hua Huang - Shu An Wu - Chu Ta Chen - Chen Yu Kao - Tzu Yao Huang - Hsiang Lin Chuang |
| Roller de vitesse     | Femmes - Route - 200 m Contre la montre | Ying-Chu Chen (zh) |
| Roller de vitesse     | Femmes - Route - 500 m Sprint           | Ying-Chu Chen (zh) |

### Bronze
| Sport                  | Discipline                                      | Sportifs      |
| Médaille de bronze : 3 |                                                 |               |
| Force athlétique       | Femmes - Poids légers                           | Chen Wei-ling |
| Force athlétique       | Femmes - Poids moyens                           | Wu Hui-chun   |
| Roller de vitesse      | Femmes - Piste - 10 000 m Élimination et points | Yang Ho-Chen  |